# Mulher Adormecida com Vaso Preto
Mulher Adormecida com Vaso Preto (húngaro: Alvó nő fekete vázával) é uma pintura a óleo de 1927–1928 de Róbert Berény. Trata-se de uma representação da segunda esposa do pintor, adormecida, reclinada, com um vestido azul, atrás de uma mesa sobre a qual está colocado um vaso preto. A pintura foi vendida em 1928 e considerada perdida após a Segunda Guerra Mundial.
O quadro foi leiloado em meados da década de 1990 e, como o trabalho do artista era pouco valorizado na época, foi vendido para a Sony Pictures, que o utilizou no filme Stuart Little, de 1999, como parte do cenário na casa do personagem principal. Em 2009, o historiador de arte Gergely Barki identificou a pintura enquanto assistia ao filme com sua filha e a localizou. Era propriedade de um cenógrafo, que o vendeu a um colecionador de arte. Este posteriormente o leiloou, em 2014, arrecadando US$ 285 700.

## Descrição
A pintura é um retrato da segunda esposa de Berény, Eta (nascida Breuer) e é feita em estilo art déco. Foi descrito como um dos melhores trabalhos de Berény. A personagem retratada usa um penteado típico da década de 1920 e um vestido azul. Ela reclina-se longe de uma mesa sobre a qual está colocado um vaso preto. É pintado a óleo sobre tela em orientação paisagem medindo 64 por 87 centímetros. Está assinado pelo artista no canto inferior esquerdo.
A historiadora de arte Judit Virág descreve Mulher Adormecida com Vaso Preto como uma representação "perfeita" da arte europeia da década de 1920, incorporando elementos das tendências artísticas contemporâneas francesa, alemã e russa.

## História

### História antiga
É provável que Berény tenha pintado Mulher Adormecida com Vaso Preto entre 1927 e 1928, quando já tinha regressado a Budapeste, na sua Hungria natal, vindo de Berlim, para onde fugiu após a Primeira Guerra Mundial. A pintura foi vista em público pela última vez em 1928, quando foi exibida no Museu Ernst antes de ser vendida. O comprador provavelmente era judeu e deixou o país antes ou durante a Segunda Guerra Mundial . A Hungria estava turbulenta durante esse período e a pintura foi considerada perdida.

### Redescoberta
A pintura foi vendida por 40 dólares em um leilão de caridade na casa de leilões St. Vincent de Paul, em San Diego, em meados da década de 1990, para o colecionador de arte Michael Hempstead. Ele o vendeu para uma loja de antiguidades em Pasadena, Califórnia, por 400 dólares, que era o preço de um Berény na época. A pintura foi comprada na loja por um cenógrafo, em nome da Sony Pictures, por 500 dólares. Em 1999, Hempstead reconheceu a pintura no filme Stuart Little, no qual ela foi usada como parte do cenário no fundo de tomadas dentro da casa do personagem principal. Hempstead considerou rastrear a pintura e comprá-la de volta, sabendo que os preços das obras de Berény haviam aumentado desde que ele a vendeu. Além de Stuart Little, o quadro também apareceu em diversos episódios de novelas, incluindo alguns de Family Law. A cenógrafa posteriormente comprou a pintura da produtora de cinema para pendurá-la em sua casa.
Em 24 de dezembro de 2009, o pesquisador e historiador de arte da Galeria Nacional Húngara Gergely Barki, reconheceu a pintura enquanto observava Stuart Little em casa com sua filha de três anos. Barki reconheceu a pintura de uma fotografia em preto e branco de 1928 que ele tinha visto. Como não tinha software de gravação, não conseguiu pausar ou reproduzir os trechos da pintura, mas ela foi exibida com frequência durante o filme. Barki acreditava que era improvável que a pintura fosse uma impressão ou cópia, pois não era muito conhecida. Barki enviou de 40 a 50 e-mails para diferentes produtoras e membros da equipe na tentativa de rastrear a pintura. Depois de dois anos, ele recebeu uma resposta do cenógrafo proprietário. Barki foi convidado a viajar aos Estados Unidos, para confirmar sua identidade. Barki conheceu o cenógrafo em um parque em Washington, DC, e, depois de desparafusar a moldura com uma chave de fenda emprestada de um vendedor de cachorro-quente, conseguiu confirmar que a pintura era genuína.
Finalmente, o cenógrafo vendeu a obra a um colecionador de arte, que a colocou em leilão em dezembro de 2014. A pintura foi listada com uma reserva de US$ 121 220 e foi vendida em 13 de dezembro a um colecionador húngaro não identificado por US$ 285 700. Devido à publicidade gerada pela sua redescoberta incomum, foi descrita como a pintura húngara mais conhecida.